# Bathyraja ishiharai
Bathyraja ishiharai är en rockeart som beskrevs av Stehmann 2005. Bathyraja ishiharai ingår i släktet Bathyraja och familjen egentliga rockor. IUCN kategoriserar arten globalt som otillräckligt studerad. Inga underarter finns listade.